# Sommer-Paralympics 2000/7er-Fußball
Bei den Sommer-Paralympics 2000 in Sydney wurde in einem Wettbewerb 7er-Fußball Medaillen vergeben.

## Qualifikation

### Qualifizierte Mannschaften
Insgesamt hatten sich acht Mannschaften bei den Männern für die Paralympics qualifiziert:
| Kontinent      | Anzahl | Teilnehmer                                    |
| -------------- | ------ | --------------------------------------------- |
| Gastgeber      | 1      | Australien                                    |
| aus Europa     | 5      | Niederlande Portugal Russland Spanien Ukraine |
| aus Südamerika | 2      | Argentinien Brasilien                         |

### Kader
Die Kader der einzelnen Mannschaften sahen wie folgt aus:

## Spielmodus
Die Mannschaften starteten zunächst mit einer Gruppenphase mit zwei Gruppen, in der jeder gegen jeden spielte. Anschließend kamen die Gewinner und die Zweiten jeder Gruppe weiter und spielten im K.-o.-System gegeneinander. Die übrigen Mannschaften spielten um die Plätze 5 bis 8.

## Vorrunde

### Gruppe A
| Pl. | Land        | Sp. | S | U | N | Tore    | Diff. | Punkte |
| --- | ----------- | --- | - | - | - | ------- | ----- | ------ |
| 1. | Ukraine     | 3   | 3 | 0 | 0 | 012:200 | +10   | 09     |
| 2. | Portugal    | 3   | 1 | 1 | 1 | 002:300 | −1    | 04     |
| 3. | Argentinien | 3   | 1 | 0 | 2 | 005:100 | −5    | 03     |
| 4. | Niederlande | 3   | 0 | 1 | 2 | 002:600 | −4    | 01     |
| Stand: Abkürzungen: Pl. = Platz, Sp = Spiele, S = Siege, U = Unentschieden, N = Niederlagen Erläuterungen: Spiele um den 1. bis 4. Platz, Spiel um den 5. Platz, Spiel um den 7. Platz |             |     |   |   |   |         |       |        |

| Rang | Nation      | Ukraine | Portugal | Argentinien | Niederlande |
| ---- | ----------- | ------- | -------- | ----------- | ----------- |
| 1    | Ukraine     |         | 3:0      | 6:2         | 3:0         |
| 2    | Portugal    | 0:3     |          | 2:0         | 0:0         |
| 3    | Argentinien | 2:6     | 0:3      |             | 3:2         |
| 4    | Niederlande | 0:3     | 0:0      | 2:3         |             |

### Gruppe B
| Pl. | Land       | Sp. | S | U | N | Tore    | Diff. | Punkte |
| --- | ---------- | --- | - | - | - | ------- | ----- | ------ |
| 1. | Russland   | 3   | 2 | 1 | 0 | 008:200 | +6    | 07     |
| 2. | Brasilien  | 3   | 1 | 2 | 0 | 007:300 | +4    | 05     |
| 3. | Spanien    | 3   | 1 | 1 | 1 | 002:400 | −2    | 04     |
| 4. | Australien | 3   | 0 | 0 | 3 | 000:800 | −8    | 0      |
| Stand: Abkürzungen: Pl. = Platz, Sp = Spiele, S = Siege, U = Unentschieden, N = Niederlagen Erläuterungen: Spiele um den 1. bis 4. Platz, Spiel um den 5. Platz, Spiel um den 7. Platz |            |     |   |   |   |         |       |        |

| Rang | Nation     | Russland | Brasilien | Spanien | Australien |
| ---- | ---------- | -------- | --------- | ------- | ---------- |
| 1    | Russland   |          | 2:2       | 3:0     | 3:0        |
| 2    | Brasilien  | 2:2      |           | 1:1     | 4:0        |
| 3    | Spanien    | 0:3      | 1:1       |         | 1:0        |
| 3    | Australien | 0:3      | 0:4       | 0:1     |            |

## Finalrunde

### Spiel um den 7. Platz
|             |   |            |     |
| Niederlande | – | Australien | 1:2 |

### Spiel um den 5. Platz
|             |   |         |     |
| Argentinien | – | Spanien | 5:2 |

### Spiele um den 1. bis 4. Platz – Halbfinale
|          |   |           |                 |
| Ukraine  | – | Brasilien | 2.1 n. V. (1:1) |
| Portugal | – | Russland  | 1:3             |

### Spiel um den 3. Platz
|           |   |          |     |
| Brasilien | – | Portugal | 2:1 |

### Finale
|         |   |          |     |
| Ukraine | – | Russland | 2:3 |

## Medaillengewinner
Es wurde lediglich ein Wettbewerb bei den Männern ausgetragen.
| Gold Russland    | Alexey Shemanin, Marat Fatiakhdinov, Alexei Silatchev, Mamuka Dzimistarishvili, Victor Morozov, Alexei Toumakov, Pavel Sizov, Mikhail Brednev, Nikolan Korenkov, Andrey Lozhechnikov, Sergey Khryashev |
| Silber Ukraine   | Yevhen Zhuchynin, Mykola Kovalskyy, Volodymyr Kabanov, Serhiy Vakulenko, Andriy Roztoka, Andriy Tsukanov, Valeriy Novopoltsev, Ihor Lytvynenko, Taras Dutko, Sergiy Krot, Sergiy Babiy                 |
| Bronze Brasilien | Adriano Costa, Luciano Rocha, Marcos Silva, Fabio Ferreira, Jean Rodrigues, Romildo Quiaveli, Douglas Amador, Joao Ayres, Marcio Lopes, Moises Tamiozzo, Marcos dos Santos                             |

## Abschlussplatzierung
| Platz | Land        |
| ----- | ----------- |
| 01    | Russland    |
| 02    | Ukraine     |
| 03    | Brasilien   |
| 04    | Portugal    |
| 05    | Argentinien |
| 06    | Spanien     |
| 07    | Australien  |
| 08    | Niederlande |